# Bisbat de Daejeon
El bisbat de Daejeon (llatí: Dioecesis Taeieonensis) és una diòcesi de l'Església Catòlica a Corea del Sud, sufragània de l'arquebisbat de Seül. La seu episcopal es troba a la catedral de Sant Josep Obrer de Daejeon.

## Territori
La diòcesi comprèn l'àrea metropolitana de Daejeon i el comtat de Sud Chungcheong, a Corea del Sud.
La seu episcopal es troba a la ciutat de Daejeon, on es troba la catedral de Santa Teresa de l'Infant Jesús.
El territori està dividit en 107 parròquies.

## Història
El 23 de juny de 1958 el Papa Pius XII erigí el vicariat apostòlic de Daejeon mitjançant la butlla Sacro suadente, a partir de territori del vicariat apostòlic de Seül.
El 10 de març de 1962 el vicariat apostòlic va ser elevat al rang de diòcesi mitjançant la butlla Fertile Evangelii semen, de Joan XXIII.
El Papa Francesc ha acceptat la invitació transmesa per les autoritats i els bisbes coreans perquè visiti la diòcesi de Daejeon en ocasió de la celebració del Dia de la Joventut Diocesana (no confondre amb el Dia Mundial de la Joventut, que se celebra cada 3 anys a escala global).

## Cronologia episcopal
- Andrien-Jean Larribeau, M.E.P. † (4 de juliol de 1958 - 6 de novembre de 1963 retirat)
- Peter Hoang Min Syeng † (22 de març de 1965 - 13 de febrer de 1984 mort)
- Joseph Kyeong Kap-ryong (2 de juliol de 1984 – 1 d'abril de 2005 jubilat)
- Lazarus You Heung-sik, (1 d'abril de 2005 - 11 de juny de 2021 nomenat prefecte de la Congregació per al Clergat)
- Augustinus Kim Jong-soo, des del 26 de febrer de 2022[4]

## Estadístiques
A finals del 2019, la diòcesi tenia 330.324 batejats sobre una població de 3.928.627 persones, equivalent al 8,4% del total.
| any  | població | població  | població | sacerdots | sacerdots       | sacerdots       | sacerdots             | diàques | religiosos | religiosos | parroquies |
| ---- | -------- | --------- | -------- | --------- | --------------- | --------------- | --------------------- | ------- | ---------- | ---------- | ---------- |
| any  | batejats | total     | %        | total     | clergat secular | clergat regular | batejats por sacerdot | diàques | homes      | dones      |            |
| 1970 | 60.558   | 2.782.359 | 2,2      | 102       | 48              | 54              | 593                   |         | 57         | 115        | 32         |
| 1980 | 71.176   | 2.892.762 | 2,5      | 65        | 62              | 3               | 1.095                 |         | 18         | 180        | 47         |
| 1990 | 115.866  | 3.054.479 | 3,8      | 92        | 89              | 3               | 1.259                 |         | 13         | 298        | 70         |
| 1999 | 184.212  | 3.264.992 | 5,6      | 157       | 149             | 8               | 1.173                 |         | 18         | 420        | 84         |
| 2000 | 183.919  | 3.294.530 | 5,6      | 167       | 156             | 11              | 1.101                 |         | 23         | 436        | 89         |
| 2001 | 187.588  | 3.320.744 | 5,6      | 169       | 155             | 14              | 1.109                 |         | 29         | 461        | 90         |
| 2002 | 212.445  | 3.326.946 | 6,4      | 185       | 171             | 14              | 1.148                 |         | 30         | 416        | 93         |
| 2003 | 215.895  | 3.327.370 | 6,5      | 201       | 187             | 14              | 1.074                 |         | 22         | 443        | 96         |
| 2004 | 214.788  | 3.357.778 | 6,4      | 207       | 194             | 13              | 1.037                 |         | 20         | 519        | 102        |
| 2006 | 221.711  | 3.435.088 | 6,5      | 216       | 202             | 14              | 1.026                 |         | 31         | 526        | 107        |
| 2013 | 286.929  | 3.729.460 | 7,7      | 290       | 272             | 18              | 989                   |         | 45         | 635        | 127        |
| 2016 | 311.762  | 3.818.000 | 8,2      | 325       | 295             | 30              | 959                   |         | 45         | 571        | 137        |
| 2019 | 330.324  | 3.928.627 | 8,4      | 354       | 319             | 35              | 933                   |         | 45         | 601        | 142        |